# Liste der Monuments historiques in Bazancourt (Marne)
Die Liste der Monuments historiques in Bazancourt führt die Monuments historiques in der französischen Gemeinde Bazancourt auf.

## Liste der Immobilien
| Bezeichnung    | Beschreibung           | Standort               | Kennzeichnung | Schutzstatus | Datum | Bild           |
| -------------- | ---------------------- | ---------------------- | ------------- | ------------ | ----- | -------------- |
| Kirche St-Rémy | ab dem 12. Jahrhundert | Rue de l’Église (Lage) | PA00078585    | Classé       | 1914  | weitere Bilder |

## Liste der Objekte
| Bezeichnung                   | Beschreibung           | Standort                     | Kennzeichnung | Schutzstatus | Datum | Bild |
| ----------------------------- | ---------------------- | ---------------------------- | ------------- | ------------ | ----- | ---- |
| Skulptur Madonna mit Kind     | Stein, bezeichnet 1577 | in der Kirche St-Rémy (Lage) | PM51000076    | Classé       | 1908  |      |
| Zwei Skulpturen von Bischöfen | Stein, 16. Jahrhundert | in der Kirche St-Rémy (Lage) | PM51000078    | Classé       | 1908  |      |
| Skulptur einer Heiligen       | Stein, 15. Jahrhundert | in der Kirche St-Rémy (Lage) | PM51000077    | Classé       | 1908  |      |